# 吉田至夫
吉田 至夫（よしだ のりお、1952年6月22日 - ）は、日本の実業家。新潟クボタ代表取締役社会長、全国クボタ農機連合会会長、新潟経済同友会代表幹事。

## 業績
- 2012年（平成24年）、農家への恩返し『日本米輸出プロジェクト』事業を新潟クボタとクボタグループが土づくりから玄米輸出・現地精米と炊飯（ライスロボ）[6][7]までを新しいビジネスモデル[8][9]にしたコメ輸出を子会社である「新潟農商」を通じて、国内初の農業機械メーカーによる米輸出を開始させた[10][11][12][13][14][15]。次なる展開として新潟県の食文化を海外に紹介するため、日本酒の祭典『新潟淡麗にいがた酒の陣 in 香港』などを考えている[16]。将来は新潟農業がアジアの米のセンターとして「世界の穀物取引で地位を築いてきたシカゴのような役割を担う」[17]ことを農業特区で実現させたいのが吉田社長の思いである。そのため価格競争力を高める低コスト稲作技術の『鉄コーティング直播』普及拡大の推進と企業のCSR活動「クボタの活農プロジェクト」[18]では、耕作放棄地再生・草刈りボランティアなどで農業と地域社会に貢献している。

## 経歴
- 1952年（昭和27年）6月22日、新潟県新潟市秋葉区（旧新津市）出身。
- 1972年（昭和47年）3月、新潟県立新潟高等学校を卒業[19]
- 1976年（昭和51年） 早稲田大学政治経済学部経済学科を卒業。
  - 日本経済新聞社に入社。
- 1978年（昭和53年）2月、新潟クボタ社長に吉田一夫氏が就任。
- 1983年（昭和58年） 新潟クボタに入社。
- 2002年（平成14年）1月1日、代表取締役社長に就任[20]。 吉田一夫前社長は代表取締役会長に就任（平成11年から17年まで農業機械販売業厚生年金基金の理事、また平成2年から全国クボタ農機連合会の副会長、平成12年から17年まで同連合会の会長を務めた）[21]。
- 2004年（平成16年） 鉄コーティング直播の技術提供を開始[22]。
- 2011年（平成23年） 全国クボタ農機連合会（全国の販売会社、特約店、販売店）会長に就任。
- 2012年（平成24年）3月1日、クボタが香港に設立した「久保田米業」[23] に、新潟クボタの子会社である新潟農商[24] を通じて、お米を新潟東港から輸出。
- 2013年（平成25年）3月27日、新潟日本香港協会を設立。会長に就任[25]。
  - 12月10日、モンゴルに県産米を輸出[26]。
- 2015年（平成27年）4月14日、6次産業化を支援する地域ファンド「だいし食品産業活性化ファンド」と農林漁業成長産業化支援機構より、 新潟農商が第2号投資先として決定[27][28]。 
  - 6月13日、新潟市農業特区[29]に参入（特例農業生産法人を作って小麦を生産し、地元の製粉メーカーと共同で小麦にしブランドパンをつくる）[30][31][32][33]。
- 2022年4月8日、新潟県と「みどりの食料システム戦略」推進及び新潟米の輸出促進」に関する連携協定を締結[34]。
- 2023年4月26日、新潟経済同友会代表幹事に就任[35]。
- 2024年1月1日、新潟クボタ代表取締役会長に就任[36]。
  - 2月14日、新潟クボタ、創立60周年記念式典を挙行[37]。

## 役職
- 新潟経済同友会代表幹事[38]
- 全国クボタ農機連合会長[39]
- 食の新潟国際賞財団理事[40]
- 新潟日本香港協会会長[25]
- 新潟シンガポール協会幹事[41]
- 事業創造大学院大学諮問委員会委員[42]
- 柳都振興後援会会長[43][44]
- 新潟市稲門会副会長[45]
- 青山同窓会会長[46]
- 青山剣友会会長[47]
- 越後ながおかバイオマス地域協議会バイオ燃料実儒者[48]

## 出演番組
- 古町芸妓のあおいごと（2022年4月23日·30日、BSNラジオ）